# Ногаредо ди Прато (Удине)
Ногаредо ди Прато је насеље у Италији у округу Удине, региону Фурланија-Јулијска крајина.
Према процени из 2011. у насељу је живело 952 становника. Насеље се налази на надморској висини од 113 м.